# Pedro Pablo Nakada Ludeña
Pedro Pablo Nakada Ludenha (Lima, 28 de fevereiro de 1973), também conhecido como "El Apóstol de la Muerte" ("O Apóstolo da Morte") é um assassino em série peruano que fez 25 vítimas e foi condenado por 17 assassinatos. Ele foi condenado a 35 anos de prisão. É irmão do também assassino em série Vayron Jhonatan Nakada Ludeña.

## Vida pregressa
Nakada nasceu Pedro Pablo Mesías Ludeña em 28 de fevereiro de 1973, em Lima, Peru. O pai biológico de Nakada era alcoólatra e sua mãe tinha um transtorno mental não especificado. Quando criança, Nakada era submisso e era muitas vezes sofria abusos de seus irmãos. Ele ficou arrasado quando seu pai morreu em tenra idade, pois ele iria defendê-lo da zombaria de suas irmãs e seus amigos, que faziam Nakada se vestir como uma menina. [carece de fontes] Ele também afirmou ter sido estuprado por seus irmãos depois que eles pensaram que ele havia matado sua cadela grávida. Ele culpou este incidente por seu ódio aos homossexuais. Nakada afirma ter torturado animais quando criança.
Em 2003, Nakada pagou 800 sois peruanos a um cidadão japonês para adotá-lo como adulto, esperando que isso pudesse ajudá-lo a migrar para o Japão como descendente de japonês, e mudou seu sobrenome paterno de Mesías para o japonês Nakada. Essa tática é comumente usada por criminosos peruanos como forma de fugir da justiça local. Embora Nakada nunca tenha se mudado para o Japão, seu irmão mais novo Vayron Jhonatan Nakada Ludeña o fez e lá foi preso em 2015, após três dias de matanças, nas quais ele esfaqueou seis pessoas. A família de Nakada afirma que ambos os irmãos sofrem de esquizofrenia paranóide.

## Assassinatos e prisão
Nakada matava suas vítimas com pistolas de 9mm equipadas com seus próprios silenciadores de borracha feitos à mão, fabricados a partir de chinelos. O motivo alegado era que ele havia recebido ordens de Deus para limpar a Terra, eliminando viciados em drogas, prostitutas, homossexuais e criminosos.
Nakada foi preso em 28 de dezembro de 2006, após um tiroteio com a polícia dentro de seu local de trabalho. Um policial ficou ferido no tiroteio. Embora ele tenha confessado ter matado 25 pessoas, ele foi condenado por apenas 17 assassinatos e foi sentenciado a uma pena máxima de prisão de 35 anos.

## Vítimas
Todas as vítimas de Nakada
| Número | Nome                              | Sexo | Idade        | Data de Morte                               | Detalhes | Motivo |
| ------ | --------------------------------- | ---- | ------------ | ------------------------------------------- | --- | --- |
| 1      | Carlos Edilberto Merino Aguilar   | M    | 26           | 1 de janeiro de 2005                        | Ele foi atingido no tórax e no abdômen. Também roubou dinheiro dele depois. | Nakada achava que ele iria roubá-lo. |
| 2      | Teresa Cotrina Abad               | F    | 50           | 31 de maio de 2006                          | Ela recebeu dois tiros na cabeça e faleceu de trauma perfurante na cabeça. | Ele a viu fumando um cigarro. |
| 3      | Walter Sandoval Osorio            | M    | 44           | 20 de julho de 2006                         | Baleado uma vez na cabeça. Sandoval chegou a ser levado a um hospital, mas morreu pouco tempo depois. | Ele era um criminoso. |
| 4      | Gerardo Leonardo Cruz Libya       | M    | 30           | 8 de agosto de 2006 (data de descoberta)    | Morreu de traumatismo craniano grave causado por um ferimento a bala na cabeça. Ele também foi submerso no fundo de um poço de água. | Para impedi-lo de o trair por um crime anterior de roubo e assassinato, eles perpetuaram o que envolvia matar um homem e roubar seu carro. Nakada queria deixar os negócios e matou Cruz quando este pediu a Nakada que não o fizesse.                                             |
| 5      | Carlos Walter Tarazona Toledo     | M    | 21           | 18 de agosto de 2006 (data de descoberta)   | Morreu de uma lesão grave causada por uma arma de fogo. | Ele estava fumando drogas. |
| 6      | María Verónica Tolentino Pajuelo  | F    | 15           | 18 de agosto de 2006 (data de descoberta)   | Baleada duas vezes, uma delas na cabeça. Nakada confirmou que ela foi sua única vítima que não merecia morrer e se sentiu horrível por matá-la. | Nakada foi matar "fumones" (usuários de drogas) em Santa Rosa e atirou em Tolentino quando ela se aproximou. Ele a matou por causa de sua bicicleta (que descobriu que tinha uma roda quebrada) e lamentou matá-la, mas acreditava que era um dano colateral por um bom propósito. |
| 7      | Hugo Vílchez Palomino             | M    | Desconhecida | 18 de novembro de 2006 (data de descoberta) | Morto com um tiro; também foi roubado uma arma Baikal, um telefone celular e um discman da Sony. | Assassinado porque queria dormir com sua esposa. |
| 8      | Luis Enrique Morán Cervantes      | M    | 32           | 22 de novembro de 2006 (data de descoberta) | Desconhecido; roubou seu táxi depois de matar e ele e as duas vítimas abaixo. | Ele acreditava que os três estavam usando seu táxi para assaltos. |
| 9      | Pedro Omar Carrera Carrera        | M    | 24           | 22 de novembro de 2006                      | Desconhecida | Ele acreditava que os três estavam usando o táxi para assaltos. |
| 10     | Enoch Eliseo Félix Zorrilla       | M    | 22           | 22 de novembro de 2006                      | Desconhecida | Ele acreditava que os três estavam usando o táxi para assaltos. |
| 11     | Widmar Jesús Muñoz Villanueva     | M    | 42           | 19 de novembro de 2006                      | Também era cosmetologista; Nakada ouviu rumores sobre Muñoz e suas atividades, então ele foi ao cabeleireiro Giusella, onde Muñoz trabalhava. Ele fingiu solicitar serviços sexuais a Muñoz e atirou três vezes em seu pescoço quando baixou as calças. Nakada também roubou um total de 541 dólares em nuevos soles depois. | Assassinado por ser homossexual e por prostituição (o que causou mortes por ser portador de AIDS). |
| 12     | Nell Cajaleón Pajuelo             | M    | Desconhecida | 10 de dezembro de 2006                      | Baleado na cabeça e teve seu corpo jogado de 200 metros. | Morto por causa de sua bicicleta. |
| 13     | Nazario Julián Tamariz Pérez      | M    | Desconhecida | Desconhecida                                | Desconhecido; teve roubados seus sapatos e dinheiro (no valor total de 36 dólares) depois. | Assassinado por ser homossexual e por fazer sexo em um canal de irrigação. |
| 14     | Didier Jesús Zapata Dulanto       | M    | Desconhecida | Desconhecida                                | Desconhecido; teve roubados seus sapatos e dinheiro (no valor total de 36 dólares) depois. | Assassinado por ser homossexual e por fazer sexo em um canal de irrigação. |
| 15     | Agustín Andrés Maguiña Oropeza    | M    | 46           | 24 de dezembro de 2006                      | Baleado uma vez na cabeça. | Ele e a próxima vítima foram mortos porque eram alcoólatras e testemunharam um crime anterior. |
| 16     | Luis Melgarejo Sáenz              | M    | 54           | 24 de dezembro de 2006                      | Baleado uma vez na cabeça. | Ele e a vítima anterior foram mortos porque eram alcoólatras e testemunharam um crime anterior. |
| 17     | Nicolás Tolentino Purizaca Gamboa | M    | Desconhecida | 27 de dezembro de 2006                      | Baleado uma vez na cabeça. A polícia tentou salvá-lo, sem sucesso. | Ele fumava drogas e havia roubado Nakada e várias outras pessoas. |